# Резолюция Совета Безопасности ООН 994
Резолюция Совета Безопасности Организации Объединённых Наций 994 (код — S/RES/994), принятая 17 мая 1995 года, подтвердив все резолюции по конфликтам в бывшей Югославии, в частности резолюции 981 (1995), 982 (1995) и 990 (1995), Совет обсудил вывод хорватской армии из зоны разъединения и полное развертывание Операции ООН по восстановлению доверия в Хорватии (UNCRO).
Совет Безопасности ООН был обеспокоен тем, что цели Совета не были достигнуты и соглашение между сторонами от 7 мая 1995 года было нарушено, особенно в отношении вывода войск из зон разделения. Соблюдение режима прекращения огня и вывод войск из этих зон были важны для выполнения мандата ЮНКРО. Было подчеркнуто соблюдение прав человека, особенно в регионе западной Славонии (Западный сектор).
Предыдущие заявления Председателя Совета Безопасности о хорватском наступлении в западной Славонии — операции «Вспышка» — нарушении соглашения о прекращении огня, подписанного 29 марта 1994 года. Он был удовлетворен шагами, предпринятыми для выполнения требований, содержащихся в заявлениях, но потребовал вывода всех войск из разделительных зон. Авторитет UNCRO был подчеркнут в дополнение к уважению его безопасности и охраны.
Правительство Хорватии было призвано уважать права сербского населения, включая свободу передвижения и доступ к международным гуманитарным организациям. В этой связи Генерального секретаря ООН Бутроса Бутроса-Гали попросили оценить гуманитарную ситуацию в Славонии в сотрудничестве с Верховным комиссаром ООН по делам беженцев, Верховным комиссаром ООН по правам человека, Международным комитетом Красного Креста и другими организациями. Стороны также призвали обеспечить безопасность участка автомагистрали Загреб-Белград в регионе и избегать дальнейших действий, которые могут привести к эскалации ситуации.